# Oltre
Oltre är debut-EP-skivan från den italienska sångerskan Emma Marrone. Den släpptes den 16 mars 2010 och innehåller 7 låtar. Tre av dem gavs ut som singlar.
Skivan debuterade på första plats på den italienska albumlistan den 25 mars 2010. Den toppade listan även veckan därpå och låg vecka 3 till 4 på andra plats och vecka 5 till 7 på tredje plats. Totalt låg den 22 veckor i rad på topp-20-listan, varav 13 av veckorna inom topp-10. Den låg även två veckor på den schweiziska albumlistan där den nådde åttiofemte plats.

## Låtlista
| 1. | Sembra strano         | 3:36 |
| 2. | L'esigenza di te      | 3:28 |
| 3. | Calore                | 3:24 |
| 4. | Meravigliosa          | 3:39 |
| 5. | Un sogno a costo zero | 3:11 |
| 6. | Davvero               | 3:48 |
| 7. | Folle paradiso        | 3:33 |

## Listplaceringar
| Lista   | Topplacering |
| ------- | ------------ |
| Italien | 1            |
| Schweiz | 85           |